# Ośnica (Płock)
Ośnica – część miasta Płocka, położona na wschodnich obrzeżach miasta. Rozpościera się w okolicach ul. Skierkowskiego.

## Historia
Prywatna wieś szlachecka, położona była w drugiej połowie XVI wieku w powiecie płockim województwa płockiego.
W latach 1867–1954 należała do gminy Bielino w powiecie płockim, której była siedzibą. W Królestwie Polskim przynależała do guberni warszawskiej, a w okresie międzywojennym do woj. warszawskiego. Tam, 20 października 1933 utworzyła gromadę Ośnica w granicach gminy Bielino, składającą się z wsi Ośnica, Ośnica-Pieńki, Borowiczki-Cukrownia, Grabówka, Ośnica Urbanowo I i Ośnica Urbanowo II.
Podczas II wojny światowej włączona do III Rzeszy. Po wojnie ponownie w Polsce.  12 sierpnia 1953 część gromady Ośnica włączono do Płocka.
W związku z reorganizacją administracji wiejskiej (zniesienie gmin) jesienią weszła w skład nowo utworzonej gromady Borowiczki w powiecie płockim. Tam przetrwała do końca 1972 roku, czyli do kolejnej reformy gminnej.
1 stycznia 1973, w związku z kolejną reformą administracyjną (odtworzenie gmin i zniesienie gromad i osiedli) Ośnica weszła w skład nowo utworzonej gminy Borowiczki. W latach 1975–1979 miejscowość administracyjnie należała do województwa płockiego. 1 grudnia 1981 Ośnicę włączono do Płocka